# Đội tuyển bóng đá quốc gia Nouvelle-Calédonie
Đội tuyển bóng đá quốc gia Nouvelle-Calédonie (tiếng Pháp: Équipe de Nouvelle-Calédonie de football) là đội tuyển quốc gia của New Caledonia, do Liên đoàn bóng đá Calédonie (Fédération Calédonienne de Football) quản lý. Mặc dù chỉ chính thức được FIFA công nhận từ năm 2004, đội tuyển đã tham gia tranh tài tại Cúp bóng đá châu Đại Dương ngay từ khi giải đấu được thành lập. Họ là một trong những đội bóng mạnh nhất của khu vực này, từng giành vị trí á quân năm 2008 và 2012, cũng như hạng ba vào các năm 1973 và 1980. Vào tháng 9 năm 2008, đội bóng đứng đầu khu vực OFC với vị trí thứ 95 trên bảng xếp hạng FIFA, trở thành quốc gia thứ tư trong liên đoàn bóng đá châu Đại Dương lọt vào top 100 thế giới.

## Lịch sử
Liên đoàn Bóng đá New Caledonia được thành lập từ năm 1928, nhưng phải đến năm 2004 mới gia nhập FIFA và OFC, trở thành thành viên thứ 205 của FIFA.
Trước đó, do sự liên kết giữa các tổ chức bóng đá địa phương với Liên đoàn Bóng đá Pháp, đội tuyển New Caledonia chỉ có thể thi đấu các trận giao hữu hoặc các giải đấu khu vực như Đại hội Thể thao Thái Bình Dương và Cúp bóng đá châu Đại Dương với tư cách khách mời.
Đội bóng có biệt danh "Les Cagous" đã để lại dấu ấn trong các giải đấu này, nhiều lần vô địch Đại hội Thể thao Thái Bình Dương và giành hạng ba ở hai kỳ Cúp bóng đá châu Đại Dương đầu tiên.
Sau khi không thể giành quyền dự Cúp bóng đá châu Đại Dương 2004, Liên đoàn Bóng đá New Caledonia đã bổ nhiệm Didier Chambaron làm huấn luyện viên trưởng. Tại Đại hội Thể thao Nam Thái Bình Dương 2007 ở Apia, đội tuyển nằm ở bảng A và đánh bại đối thủ lớn Tahiti với tỷ số 1-0, đây cũng là trận đấu vòng loại đầu tiên cho FIFA World Cup 2010. Họ tiếp tục thắng Tuvalu và quần đảo Cook với tỷ số 1-0 và 3-0, rồi hòa Fiji 1-1 ở trận cuối cùng của bảng. New Caledonia kết thúc vòng bảng ở vị trí thứ hai, rồi thắng Quần đảo Solomon 3-2 ở vòng knock-out và giành chức vô địch sau khi đánh bại Fiji 1-0 trong trận chung kết.
Giải bóng đá tại Đại hội Thể thao Thái Bình Dương đồng thời là vòng loại đầu tiên cho World Cup 2010 tại Nam Phi. Đội tuyển giành vé vào vòng hai, nhưng bị New Zealand cản bước khi đội này đứng đầu bảng. Tuy vậy họ vẫn kết thúc vòng bảng ở vị trí thứ hai, xếp trên Fiji và Vanuatu.
Tháng 5 năm 2011, đội tuyển thi đấu hai trận giao hữu với Réunion tại Nouméa nhằm chuẩn bị cho Đại hội thể thao các đảo Ấn Độ Dương tại Seychelles. New Caledonia để thua cả hai trận. Tuy nhiên, tại Đại hội Thể thao Thái Bình Dương 2011, họ lên ngôi vô địch sau khi thắng Quần đảo Solomon 2-0 trong trận chung kết, trước đó đã đánh bại Tahiti với tỷ số 3-1.
Tháng 6 năm 2012, tại Cúp bóng đá châu Đại Dương, Les Cagous xuất sắc đánh bại New Zealand 2-0 ở bán kết với các bàn thắng của Bertrand Kai và Georges Gope-Fenepej, nhưng để thua đối thủ Tahiti 1-0 ở trận chung kết. Dù vậy, giải đấu đồng thời là vòng loại thứ hai cho FIFA World Cup 2014, New Caledonia cùng với Tahiti, New Zealand và Quần đảo Solomon đều giành quyền đi tiếp vào vòng loại tiếp theo.

## Danh hiệu
- Vô địch châu Đại Dương: 0

Á quân: 2008; 2012
Hạng ba: 1973; 1980
- Bóng đá nam tại Pacific Games:

 1963; 1969; 1971; 1987; 2007; 2011
 1966; 1975; 2003
 1991

## Giải vô địch bóng đá thế giới
| Vòng chung kết | Vòng chung kết             | Vòng chung kết             | Vòng chung kết             | Vòng chung kết             | Vòng chung kết             | Vòng chung kết             | Vòng chung kết             | Vòng chung kết             |                            | Vòng loại                  | Vòng loại                  | Vòng loại                  | Vòng loại                  | Vòng loại                  | Vòng loại |
| Năm            | Thành tích                 | Hạng                       | ST                         | T                          | H                          | B                          | BT                         | BB                         | ST                         | T                          | H                          | B                          | BT                         | BB                         |           |
| -------------- | -------------------------- | -------------------------- | -------------------------- | -------------------------- | -------------------------- | -------------------------- | -------------------------- | -------------------------- | -------------------------- | -------------------------- | -------------------------- | -------------------------- | -------------------------- | -------------------------- | --------- |
| 1930 đến 2002  | Không phải thành viên FIFA | Không phải thành viên FIFA | Không phải thành viên FIFA | Không phải thành viên FIFA | Không phải thành viên FIFA | Không phải thành viên FIFA | Không phải thành viên FIFA | Không phải thành viên FIFA | Không phải thành viên FIFA | Không phải thành viên FIFA | Không phải thành viên FIFA | Không phải thành viên FIFA | Không phải thành viên FIFA | Không phải thành viên FIFA |           |
| 2006           | Không vượt qua vòng loại   | Không vượt qua vòng loại   | Không vượt qua vòng loại   | Không vượt qua vòng loại   | Không vượt qua vòng loại   | Không vượt qua vòng loại   | Không vượt qua vòng loại   | Không vượt qua vòng loại   | 4                          | 2                          | 1                          | 1                          | 16                         | 2                          |           |
| 2010           | Không vượt qua vòng loại   | Không vượt qua vòng loại   | Không vượt qua vòng loại   | Không vượt qua vòng loại   | Không vượt qua vòng loại   | Không vượt qua vòng loại   | Không vượt qua vòng loại   | Không vượt qua vòng loại   | 12                         | 7                          | 3                          | 2                          | 22                         | 13                         |           |
| 2014           | Không vượt qua vòng loại   | Không vượt qua vòng loại   | Không vượt qua vòng loại   | Không vượt qua vòng loại   | Không vượt qua vòng loại   | Không vượt qua vòng loại   | Không vượt qua vòng loại   | Không vượt qua vòng loại   | 11                         | 7                          | 0                          | 4                          | 36                         | 13                         |           |
| 2018           | Không vượt qua vòng loại   | Không vượt qua vòng loại   | Không vượt qua vòng loại   | Không vượt qua vòng loại   | Không vượt qua vòng loại   | Không vượt qua vòng loại   | Không vượt qua vòng loại   | Không vượt qua vòng loại   | 8                          | 2                          | 4                          | 2                          | 13                         | 8                          |           |
| 2022           | Không vượt qua vòng loại   | Không vượt qua vòng loại   | Không vượt qua vòng loại   | Không vượt qua vòng loại   | Không vượt qua vòng loại   | Không vượt qua vòng loại   | Không vượt qua vòng loại   | Không vượt qua vòng loại   | 3                          | 0                          | 0                          | 3                          | 2                          | 10                         |           |
| 2026           | Chưa xác định              | Chưa xác định              | Chưa xác định              | Chưa xác định              | Chưa xác định              | Chưa xác định              | Chưa xác định              | Chưa xác định              | 4                          | 3                          | 1                          | 0                          | 10                         | 4                          |           |
| 2030           | Chưa xác định              | Chưa xác định              | Chưa xác định              | Chưa xác định              | Chưa xác định              | Chưa xác định              | Chưa xác định              | Chưa xác định              | Chưa xác định              | Chưa xác định              | Chưa xác định              | Chưa xác định              | Chưa xác định              | Chưa xác định              |           |
| 2034           | Chưa xác định              | Chưa xác định              | Chưa xác định              | Chưa xác định              | Chưa xác định              | Chưa xác định              | Chưa xác định              | Chưa xác định              | Chưa xác định              | Chưa xác định              | Chưa xác định              | Chưa xác định              | Chưa xác định              | Chưa xác định              |           |
| Total          |                            | 0/5                        | –                          | –                          | –                          | –                          | –                          | –                          | 42                         | 21                         | 9                          | 12                         | 99                         | 50                         |           |

## Cúp bóng đá châu Đại Dương
| Vòng chung kết | Vòng chung kết                   | Vòng chung kết                   | Vòng chung kết                   | Vòng chung kết                   | Vòng chung kết                   | Vòng chung kết                   | Vòng chung kết                   | Vòng chung kết                   |                             | Vòng loại                   | Vòng loại                   | Vòng loại                   | Vòng loại                   | Vòng loại                   | Vòng loại |
| Năm            | Thành tích                       | Hạng                             | ST                               | T                                | H                                | B                                | BT                               | BB                               | ST                          | T                           | H                           | B                           | BT                          | BB                          |           |
| -------------- | -------------------------------- | -------------------------------- | -------------------------------- | -------------------------------- | -------------------------------- | -------------------------------- | -------------------------------- | -------------------------------- | --------------------------- | --------------------------- | --------------------------- | --------------------------- | --------------------------- | --------------------------- | --------- |
| 1973           | Hạng ba                          | 3rd                              | 5                                | 3                                | 0                                | 2                                | 10                               | 6                                | Không có vòng loại          | Không có vòng loại          | Không có vòng loại          | Không có vòng loại          | Không có vòng loại          | Không có vòng loại          |           |
| 1980           | Hạng ba                          | 3rd                              | 4                                | 3                                | 0                                | 1                                | 14                               | 12                               | Không có vòng loại          | Không có vòng loại          | Không có vòng loại          | Không có vòng loại          | Không có vòng loại          | Không có vòng loại          |           |
| 1996           | Không vượt qua vòng loại         | Không vượt qua vòng loại         | Không vượt qua vòng loại         | Không vượt qua vòng loại         | Không vượt qua vòng loại         | Không vượt qua vòng loại         | Không vượt qua vòng loại         | Không vượt qua vòng loại         | 4                           | 1                           | 0                           | 3                           | 5                           | 9                           |           |
| 1998           | Không vượt qua vòng loại         | Không vượt qua vòng loại         | Không vượt qua vòng loại         | Không vượt qua vòng loại         | Không vượt qua vòng loại         | Không vượt qua vòng loại         | Không vượt qua vòng loại         | Không vượt qua vòng loại         | 4                           | 0                           | 0                           | 4                           | 4                           | 10                          |           |
| 2000           | Không vượt qua vòng loại         | Không vượt qua vòng loại         | Không vượt qua vòng loại         | Không vượt qua vòng loại         | Không vượt qua vòng loại         | Không vượt qua vòng loại         | Không vượt qua vòng loại         | Không vượt qua vòng loại         | 4                           | 2                           | 0                           | 2                           | 11                          | 11                          |           |
| 2002           | Vòng bảng                        | 8th                              | 3                                | 0                                | 0                                | 3                                | 1                                | 14                               | 4                           | 3                           | 0                           | 1                           | 25                          | 4                           |           |
| 2004           | Không vượt qua vòng loại         | Không vượt qua vòng loại         | Không vượt qua vòng loại         | Không vượt qua vòng loại         | Không vượt qua vòng loại         | Không vượt qua vòng loại         | Không vượt qua vòng loại         | Không vượt qua vòng loại         | 4                           | 2                           | 1                           | 1                           | 16                          | 2                           |           |
| 2008           | Á quân                           | 2nd                              | 6                                | 2                                | 2                                | 2                                | 12                               | 10                               | 6                           | 5                           | 1                           | 0                           | 10                          | 3                           |           |
| 2012           | Á quân                           | 2nd                              | 5                                | 3                                | 0                                | 2                                | 19                               | 7                                | Đặc cách vượt qua vòng loại | Đặc cách vượt qua vòng loại | Đặc cách vượt qua vòng loại | Đặc cách vượt qua vòng loại | Đặc cách vượt qua vòng loại | Đặc cách vượt qua vòng loại |           |
| 2016           | Hạng ba                          | 3rd                              | 4                                | 1                                | 2                                | 1                                | 9                                | 3                                | Đặc cách vượt qua vòng loại | Đặc cách vượt qua vòng loại | Đặc cách vượt qua vòng loại | Đặc cách vượt qua vòng loại | Đặc cách vượt qua vòng loại | Đặc cách vượt qua vòng loại |           |
| 2024           | Vượt qua vòng loại nhưng rút lui | Vượt qua vòng loại nhưng rút lui | Vượt qua vòng loại nhưng rút lui | Vượt qua vòng loại nhưng rút lui | Vượt qua vòng loại nhưng rút lui | Vượt qua vòng loại nhưng rút lui | Vượt qua vòng loại nhưng rút lui | Vượt qua vòng loại nhưng rút lui | Đặc cách vượt qua vòng loại | Đặc cách vượt qua vòng loại | Đặc cách vượt qua vòng loại | Đặc cách vượt qua vòng loại | Đặc cách vượt qua vòng loại | Đặc cách vượt qua vòng loại |           |
| Tổng           | Á quân                           | 6/11                             | 27                               | 12                               | 4                                | 11                               | 65                               | 52                               | 26                          | 13                          | 2                           | 11                          | 71                          | 39                          |           |

## Đại hội Thể thao Thái Bình Dương
| Đại hội Thể thao Thái Bình Dương | Đại hội Thể thao Thái Bình Dương | Đại hội Thể thao Thái Bình Dương | Đại hội Thể thao Thái Bình Dương | Đại hội Thể thao Thái Bình Dương | Đại hội Thể thao Thái Bình Dương | Đại hội Thể thao Thái Bình Dương | Đại hội Thể thao Thái Bình Dương | Đại hội Thể thao Thái Bình Dương |                        |
| Năm                              | Chủ nhà                          | Thành tích                       | ST                               | T                                | H                                | B                                | BT                               | BB                               |                        |
| -------------------------------- | -------------------------------- | -------------------------------- | -------------------------------- | -------------------------------- | -------------------------------- | -------------------------------- | -------------------------------- | -------------------------------- | ---------------------- |
| 1963                             | Fiji                             | Vô địch                          | 2                                | 2                                | 0                                | 0                                | 10                               | 3                                |                        |
| 1966                             | New Caledonia                    | Á quân                           | 4                                | 3                                | 0                                | 1                                | 17                               | 2                                |                        |
| 1969                             | Papua New Guinea                 | Vô địch                          | 5                                | 4                                | 1                                | 0                                | 20                               | 3                                |                        |
| 1971                             | Tahiti                           | Vô địch                          | 4                                | 3                                | 1                                | 0                                | 12                               | 2                                |                        |
| 1975                             | Guam                             | Á quân                           | 5                                | 4                                | 0                                | 1                                | 16                               | 4                                |                        |
| 1979                             | Fiji                             | Hạng tư                          | 5                                | 3                                | 0                                | 2                                | 26                               | 8                                |                        |
| 1983                             | Samoa                            | Hạng ba                          | 6                                | 4                                | 0                                | 2                                | 16                               | 11                               |                        |
| 1987                             | New Caledonia                    | Vô địch                          | 6                                | 5                                | 0                                | 1                                | 26                               | 4                                |                        |
| 1991                             | Papua New Guinea                 | Hạng ba                          | 5                                | 3                                | 0                                | 2                                | 13                               | 8                                |                        |
| 1995                             | Tahiti                           | Vòng bảng                        | 4                                | 2                                | 0                                | 2                                | 19                               | 3                                |                        |
| 2003                             | Fiji                             | Á quân                           | 6                                | 4                                | 1                                | 1                                | 29                               | 3                                |                        |
| 2007                             | Samoa                            | Vô địch                          | 6                                | 5                                | 1                                | 0                                | 10                               | 3                                |                        |
| 2011                             | New Caledonia                    | Vô địch                          | 7                                | 6                                | 0                                | 1                                | 36                               | 3                                |                        |
| 2015                             | Papua New Guinea                 | Giải đấu dành cho U-23           | Giải đấu dành cho U-23           | Giải đấu dành cho U-23           | Giải đấu dành cho U-23           | Giải đấu dành cho U-23           | Giải đấu dành cho U-23           | Giải đấu dành cho U-23           | Giải đấu dành cho U-23 |
| 2019                             | Samoa                            | Á quân                           | 6                                | 5                                | 0                                | 1                                | 23                               | 2                                |                        |
| 2023                             | Quần đảo Solomon                 | Vô địch                          | 4                                | 3                                | 1                                | 0                                | 18                               | 2                                |                        |
| Tổng                             | Tổng                             | 8 lần vô địch                    | 69                               | 52                               | 5                                | 13                               | 268                              | 59                               |                        |

## Đội hình
Các cầu thủ sau đã được triệu tập cho vòng loại FIFA World Cup 2026 vào tháng 3 năm 2025.
Số lần ra sân và bàn thắng được cập nhật đến ngày 21 tháng 3 năm 2025, sau trận đấu với Tahiti.

| Số | VT | Cầu thủ              | Ngày sinh (tuổi)  | Trận | Bàn | Câu lạc bộ                   |
| -- | -- | -------------------- | ----------------- | ---- | --- | ---------------------------- |
| 1  | TM | Rocky Nyikeine       | 26 tháng 5, 1992  | 30   | 0   | Gaïca                        |
| 16 | TM | Mickaël Ulile        | 16 tháng 7, 1997  | 16   | 0   | Magenta                      |
| 21 | TM | Thomas Schmidt       | 4 tháng 6, 1996   | 5    | 0   | Tiga Sport                   |
|    |    |                      |                   |      |     |                              |
| 2  | HV | Bernard Iwa          | 16 tháng 5, 2000  | 11   | 0   | Lössi                        |
| 3  | HV | Emile Béaruné        | 7 tháng 2, 1990   | 42   | 0   | Horizon Patho                |
| 5  | HV | Fonzy Ranchain       | 22 tháng 7, 1994  | 11   | 0   | Gaïca                        |
| 8  | HV | Joris Kenon          | 29 tháng 1, 1998  | 5    | 0   | Saint-Philbert-de-Grand-Lieu |
| 18 | HV | Didier Simane        | 3 tháng 8, 1996   | 6    | 0   | ASPTT Dijon                  |
| 19 | HV | Joseph Athale        | 11 tháng 7, 1995  | 20   | 3   | Olympique Saint-Quentin      |
|    |    |                      |                   |      |     |                              |
| 4  | TV | Pierre Bako          | 9 tháng 8, 2001   | 4    | 0   | Vertou                       |
| 6  | TV | Morgan Mathelon      | 12 tháng 9, 1991  | 15   | 0   | Tiga Sport                   |
| 7  | TV | Jekob Jeno           | 22 tháng 6, 2000  | 5    | 0   | Beitar Jerusalem             |
| 11 | TV | César Zeoula         | 29 tháng 8, 1989  | 44   | 13  | Chauvigny                    |
| 12 | TV | Shene Wélépane       | 9 tháng 12, 1997  | 21   | 6   | Tiga Sport                   |
| 17 | TV | Yoan Béaruné         | 22 tháng 3, 2002  | 1    | 0   | Horizon Patho                |
| 23 | TV | Mickaël Partodikromo | 2 tháng 2, 1996   | 1    | 0   | Tiga Sport                   |
|    |    |                      |                   |      |     |                              |
| 9  | TĐ | Jean-Jacques Katrawa | 2 tháng 8, 1999   | 11   | 4   | Sud FC                       |
| 10 | TĐ | Georges Gope-Fenepej | 23 tháng 10, 1988 | 25   | 18  | Saint-Pryvé Saint-Hilaire    |
| 13 | TĐ | Jaushua Sotirio      | 11 tháng 10, 1995 | 0    | 0   | Sydney FC                    |
| 14 | TĐ | Lues Waya            | 1 tháng 8, 2001   | 6    | 8   | Vertou                       |
| 15 | TĐ | Titouan Richard      | 4 tháng 12, 2000  | 6    | 0   | Olympique Salaise Rhodia     |
| 20 | TĐ | Gérard Waia          | 22 tháng 12, 2004 | 8    | 2   | Tiga Sport                   |
| 22 | TĐ | Germain Haewegene    | 13 tháng 7, 1996  | 5    | 1   | Magenta                      |

## Thành tích đối đầu
Tính đến các trận đấu đã diễn ra vào ngày 24 tháng 3 năm 2025.

| Đội                      | ST  | T   | H  | B   | BT  | BB  | HS   | %T     |
| ------------------------ | --- | --- | -- | --- | --- | --- | ---- | ------ |
| Samoa thuộc Mỹ           | 4   | 4   | 0  | 0   | 33  | 0   | +33  | 100,00 |
| Úc                       | 4   | 0   | 0  | 4   | 1   | 23  | −22  | 0,00   |
| Bulgaria                 | 1   | 0   | 0  | 1   | 3   | 5   | −2   | 0,00   |
| Quần đảo Cook            | 5   | 5   | 0  | 0   | 40  | 0   | +40  | 100,00 |
| Estonia                  | 1   | 0   | 1  | 0   | 1   | 1   | 0    | 0,00   |
| Fiji                     | 39  | 12  | 6  | 21  | 69  | 76  | −7   | 30,77  |
| Guadeloupe               | 2   | 0   | 1  | 1   | 1   | 5   | −4   | 0,00   |
| Guam                     | 3   | 3   | 0  | 0   | 37  | 1   | +36  | 100,00 |
| Malaysia                 | 1   | 0   | 0  | 1   | 1   | 2   | −1   | 0,00   |
| Martinique               | 3   | 0   | 1  | 2   | 1   | 7   | −6   | 0,00   |
| Mauritius                | 1   | 0   | 0  | 1   | 1   | 3   | −2   | 0,00   |
| Mayotte                  | 2   | 1   | 0  | 1   | 3   | 4   | −1   | 50,00  |
| Micronesia               | 1   | 1   | 0  | 0   | 18  | 0   | +18  | 100,00 |
| New Zealand              | 34  | 11  | 2  | 21  | 46  | 74  | −28  | 32,35  |
| Papua New Guinea         | 20  | 14  | 2  | 4   | 55  | 18  | +37  | 70,00  |
| Réunion                  | 2   | 0   | 0  | 2   | 3   | 7   | −4   | 0,00   |
| Saint-Pierre và Miquelon | 1   | 1   | 0  | 0   | 16  | 1   | +15  | 100,00 |
| Samoa                    | 4   | 4   | 0  | 0   | 29  | 0   | +29  | 100,00 |
| Quần đảo Solomon         | 29  | 15  | 3  | 11  | 58  | 35  | +23  | 51,72  |
| Tahiti                   | 65  | 28  | 14 | 23  | 111 | 78  | +33  | 43,08  |
| Tonga                    | 6   | 6   | 0  | 0   | 43  | 2   | +41  | 100,00 |
| Tuvalu                   | 5   | 4   | 0  | 1   | 32  | 2   | +30  | 80,00  |
| Vanuatu                  | 40  | 25  | 7  | 8   | 102 | 45  | +57  | 62,50  |
| Bản mẫu:Country data WLS | 0   | 0   | 0  | 0   | 0   | 0   | 0    | —      |
| Tổng số                  | 273 | 134 | 37 | 102 | 704 | 389 | +315 | 49,08  |

1. ↑  Rút lui trước khi giải đấu bắt đầu do tình trạng bất ổn xã hội tại quốc gia này.
2. ↑  Bao gồm kết quả của Tây Samoa.
3. ↑  Bao gồm kết quả của Tân Hebrides.